# Vườn quốc gia Nangar
Vườn quốc gia Nangar là một vườn quốc gia ở bang New South Wales, Úc, cách thành phố Sydney 252 km về phía tây. Vườn quốc gia này nằm ở dãy núi Nangar-Murga giữa thành phố Eugowra và thành phố Canowindra. Trong vườn có núi Nangar, cao 778 m.
Vườn này rộng 91,96 km², và được thành lập ngày 5.8.1983.